# Jiří Janoš
Jiří Janoš (* 4. června 1942, Praha) je český japanolog, koreanista, publicista a spisovatel.

## Život
V letech 1969-1975 vystudoval japanologii a koreanistiku na Filozofické fakultě Univerzity Karlovy a roku 1977 zde získal obhajobou rigorózní práce Problémy aktuálního členění v moderní japonštině titul PhDr. (doktor filozofie). Od roku 1979 do roku 1990 pracoval jako překladatel a redaktor v Redakci obrazového zpravodajství Československé tiskové kanceláře, zároveň se věnoval popularizaci zejména japonských dějin. Od roku 1991 působí jako nezávislý publicista, překladatel a spisovatel. Je autorem několika knih a velkého množství článků v různých časopisech.

## Vydané knihy
- 99 zajímavostí z Japonska, Albatros, Praha 1984, cestopis pro mládež s autorovými vlastními fotografiemi, znovu 1986.
- Tajemný nindža, Albatros, Praha 1986, dva dobrodružné příběhy pro děti a mládež Tajemý nindža a Nindžové z Odawary. První z nich se odehrává za dlouhých válek mezi rody Uesugi a Takeda v letech 1553–1563, a druhý v letech 1589–1590, kdy se císařský regent Hidejoši chystá na útok proti poslednímu velkému soupeři, pánům z rodu Hódžó se sídlem na hradě Odawara.
- Origami – japonské skládanky z papíru, Nakladatelství technické literatury, Praha 1991, kreslené návody na origami, znovu Svojtka a Vašut, Praha 1992.,
- Honda, král motocyklů, Informatoritum, Praha 1991, životopis slavného japonského průmyslníka Hondy Sóičiró, zakladatele Honda Motor Co Ltd.
- Tajemná země Nippon, Knižní klub, Praha 1994, kniha s autorovými vlastními fotografiemi seznamuje čtenáře s původem japonského národa, s nejstaršími dějinami a kulturou.
- Kdo byl kdo - Slavní vojevůdci, Libri, Praha 1997, encyklopedie, spoluautor.
- Dokonale utajená Korea, Libri, Praha 1997, vyprávění o vývoji, současnosti, každodenním životě, rodině, kulturních tradicích a civilizačních zvyklostech Korey.
- Tajemný Nippon, Libri, Praha 1998, dějiny, kultura a společnost dávného i současného Japonska.
- Japonsko a Korea: dramatické sousedství, Academia, Praha 2007, kniha podává nezaujaté svědectví o vývoji sousedství Japonska a Koreje.